# Ẩm thực Đài Loan
Ẩm thực Đài Loan hay ẩm thực xứ Đài là nền ẩm thực tại vùng lãnh thổ Đài Loan với nhiều biến thể. Ngoài các món ăn đại diện sau đây từ người dân tộc Hoklo (người Đài Loan), còn có thổ dân, người Hẹ (Hakka), và các món địa phương có nguồn gốc từ ẩm thực Nhật Bản và ẩm thực Trung Hoa. Bản thân ẩm thực Đài Loan thường gắn liền với ảnh hưởng từ các tỉnh trung đến miền nam Trung Quốc, đáng chú ý nhất là từ tỉnh Phúc Kiến, nhưng ảnh hưởng từ tất cả các vùng của Trung Quốc đại lục là có thể dễ dàng thấy được. Một ảnh hưởng đáng chú ý của Nhật Bản cũng tồn tại do có thời kỳ Đài Loan dưới sự cai trị của Nhật Bản. Thực phẩm truyền thống của Trung Quốc có thể được tìm thấy ở Đài Loan, bên cạnh phong cách Phúc Kiến và Hakka cũng như các món ăn Đài Loan bản địa, bao gồm các món ăn từ Quảng Đông, Giang Tây, Thượng Hải, Hồ Nam, Tứ Xuyên và Bắc Kinh.

## Giới thiệu
Văn hóa ẩm thực Đài Loan dung hợp phong cách ẩm thực các khu vực, các trường phái chủ yếu là ẩm thực Mân Nam Đài Loan, ẩm thực Khách Gia Đài Loan, các phong cách ngoại tỉnh Hồ Nam, Sơn Đông, Quảng Đông. Do đại bộ phận nhân khẩu là người Hán, các món ăn đại đa số là món ăn Trung Quốc, đồng thời hỗn hợp các phong cách phương Nam như Hồng Kông, Tứ Xuyên, Giang Tô, Chiết Giang. Đài Loan từng bị Nhật Bản thống trị trong 50 năm, góp phần hình thành các món ăn của người Mân Nam và người Khách Gia tại Đài Loan, và ảnh hưởng của văn hóa ẩm thực Nhật Bản hiện nay.
Ẩm thực đảo ngọc là sự kết hợp tinh tế giữa văn hóa Trung Hoa với các nước lân cận như Việt Nam, Hàn Quốc hay Nhật Bản. Nguồn gốc cơ bản của ẩm thực Đài Loan vẫn là các món Trung Hoa truyền thống, tổng hợp từ thổ dân Đài Loan, đến Phúc Kiến, Hẹ và các vùng phía nam Trung Quốc. Đặc biệt từ lối sống cho đến ăn uống cũng nhận sự ảnh hưởng rất lớn từ Nhật Bản qua hơn 50 năm dưới thời Nhật trị, bữa cơm Đài Loan vẻ như rất chú trọng đến tính cân bằng giữa mùi vị, rau quả và thịt thà. Không quá nhiều dầu mỡ như các món ăn ở Trung Quốc, cũng không quá đậm đà gia vị chiên xào như Hồng Kông, các món cơm canh, xào, mặn của dân xứ đảo này ngon mặn mà nhưng vẫn tươi và phảng phất chút tinh tế kiểu Nhật.
Do đất canh tác rải rác khiến lương thực không đồng nhất, lương thực chủ yếu của dân chúng là gạo, khoai lang hay khoai môn. Do có Hải lưu Kuroshio đi qua và không khí lạnh tràn xuống vào mùa đông, khiến tài nguyên hải sản vùng biển quanh đảo Đài Loan có sự phong phú, dân chúng thường ăn các loại sinh vật hải dương như cá, sò hến, hay loài giáp xác. Do giá cả đắt nên các loại thịt gà, lợn, bò hay dê xuất hiện khá ít. Quy trình chế biến các món ăn chủ yếu có đặc điểm là chú ý đến kỹ thuật nấu và phối trộn nguyên liệu, trên bàn tiệc thường thấy các món Phật trèo tường (chữ Hán: 佛跳墙), thịt Đông Pha, chân giò Vạn Loan. Do ảnh hưởng từ tín ngưỡng Phật giáo, bảo vệ môi trường, và sức khỏe nên các khu vực đều có các nhà hàng chuyên món ăn chay. Trong văn hóa ẩm thực Đài Loan còn có văn hóa đồ ăn nhẹ nổi tiếng, sau khi nấu xong chúng được cho vào các khay nhỏ để ăn.
Chợ đêm tại các đô thị do bày bán rất nhiều đồ ăn nhẹ nên thu hút nhiều khách tới, trở thành một đại diện quan trọng cho sinh hoạt văn hóa, các đồ ăn nhẹ thông dụng là trứng chiên hàu, ức gà chiên, đậu phụ thối, gà rán mặn, bánh bao chiên, bánh cơm tiết, mì hàu, cơm thịt hầm, bánh tro, nhục viên, mì đam tử, mì thịt bò, tiểu long bao. Đồ uống nổi tiếng của Đài Loan có hồng trà bong bóng và trà sữa trân châu, hồng trà bong bóng do có fructose nên sau khi lắc đều sẽ có bọt phía trên, trà sữa trân châu có các hạt bột sắn, hai loại đồ uống này cũng được đón nhận khi phổ biến sang Singapore, Malaysia, Australia, châu Âu và Bắc Mỹ. Chợ đêm Đài Loan hầu như được quy hoạch từ những con đường ngắn, được độc quyền làm chợ đêm với hai dãy shop bên đường và các quầy bán hàng lưu động giữa đường. Đối với dân bản xứ, chợ đêm là nơi để ăn uống thư giãn nếu phải làm việc quá muộn và hàng quán đã đóng cửa.

## Một số món

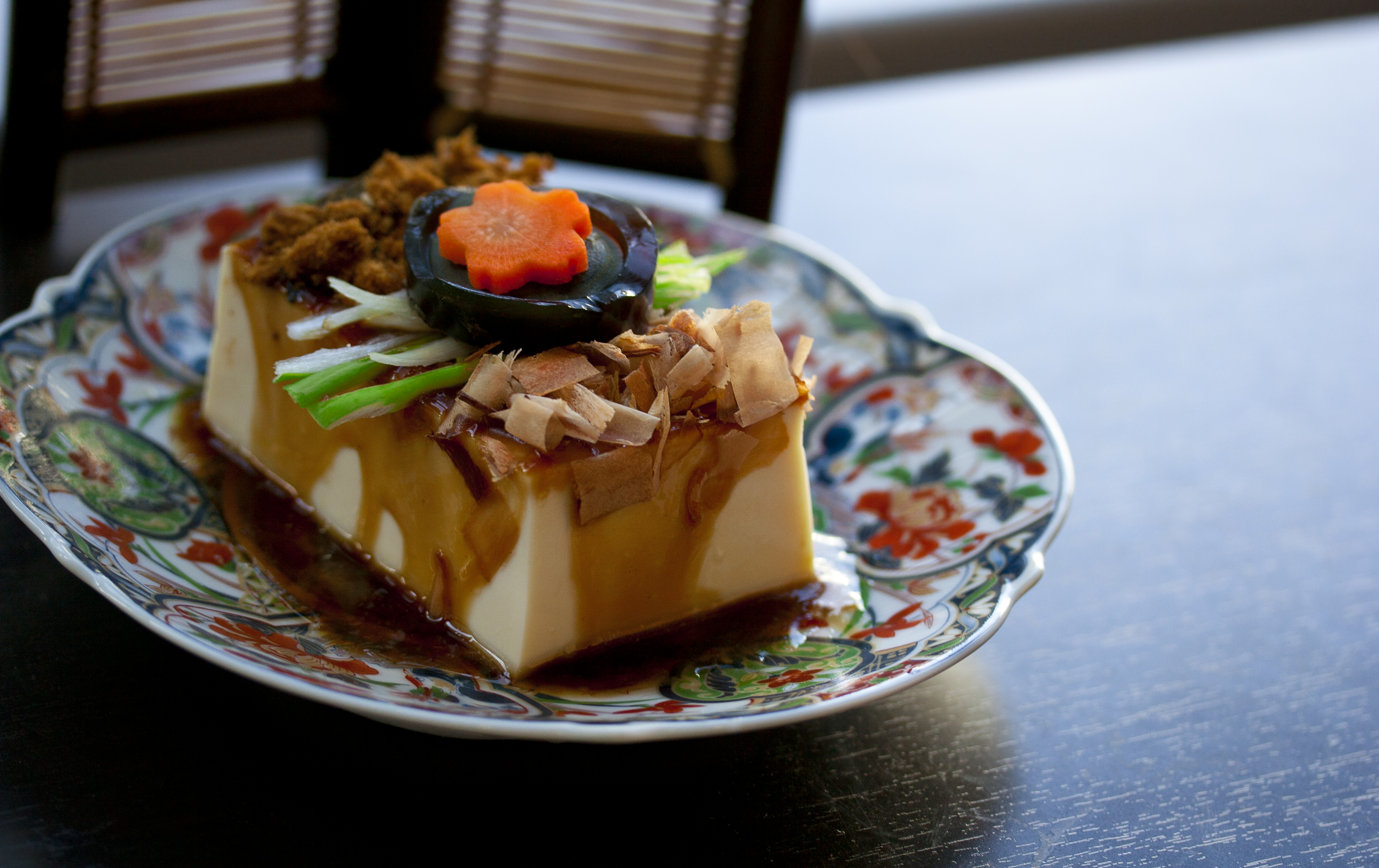
Đậu hũ Đài Loan

- Cơm thịt kho tàu là món ăn phổ biến của mọi gia đình ở Đài Loan. Thịt lợn và trứng luộc được kho mềm, béo ngậy và ngọt ngào, ăn cùng cơm trắng vừa no, vừa ngon miệng.
- Trứng đúc hàu với hương vị của đất liền kết hợp với một chút hương vị của biển tạo ra món ăn độc đáo này. Trứng được cho thêm hàu, rau thơm, rán giòn và cho thêm chút sốt cay, ăn nóng.
- Mì bò là chủ đề của nhiều cuộc thi đầu bếp. Ai cũng muốn đoạt danh hiệu "Vua mì bò". Nước dùng đậm đà, cay cay cùng sợi mì mềm mượt có thể khiến mọi thực khách hài lòng. Đây là món mỳ bò ngon nổi tiếng Đài Loan với sợi mì tươi, nước dùng đậm vị, miếng thịt bò to mềm.
- Trà sữa chân trâu hiện đã có mặt ở nhiều quốc gia châu Á, nhưng trà sữa Đài Loan vẫn có vị rất riêng. Đài Loan được mệnh danh là xứ sở của trà sữa, đây chính là đồ uống đặc trưng của đất nước này.
- Bánh bao áp chảo: Lớp vỏ bánh vừa xốp mềm, vừa giòn tan kết hợp với nhân thịt đậm đà đẫm nước tạo ra một hương vị độc đáo, khiến du khách ăn mãi không chán. Bánh bao áp chảo của Đài Loan to hơn và được úp ngược khi cho vào chảo, khác với phiên bản Thượng Hải.
- Bánh bao kẹp thịt: Có thể coi đây là bánh hamburger kiểu Đài Loan, với lớp vỏ bánh mềm thơm gập đôi, bên trong là thịt lợn hầm, bắp cải muối, lạc giã nhuyễn và rau thơm.
- Trứng sắt: Trứng sắt hay trứng vịt bắc thảo là một món ăn nổi tiếng của Tamsui – Đài Loan, được bày bán khắp các khu phố. Trứng sắt là các loại trứng gà, trứng bồ câu, trứng cút được hầm với nước tương, xì dầu cùng một số loại gia vị khác nhau tạo nên hương vị đậm đà cho trứng. Thời gian chế biến mỗi mẻ lên đến 3 tiếng đồng hồ. Món trứng này có cái tên lạ như vậy vì có lớp vỏ ngoài khá dai. Trứng cút có màu đen nhờ om trong xì dầu, sau đó phơi khô, lặp đi lặp lại cho tới khi lớp vỏ dai như ý muốn.
- Sủi cảo khổng lồ: Lớp vỏ bánh được làm từ bột gạo, bột ngô và bột khoai lang và trở nên trong suốt sau khi hấp. Nhân bánh được làm từ rau, thịt lợn và đôi khi là trứng. Phần nước thịt ngọt ngào bên trong chảy ra hòa quyện với lớp vỏ mềm
- Gà rán: Thịt gà được cắt thành các miếng vừa ăn, ướp gia vị, tẩm bột rồi rán giòn. Sau đó, người bán sẽ rắc thêm chút muối, tiêu và húng quế rán giòn lên trên. Đây là món ăn khuya được nhiều người Đài Loan yêu thích.
- Bánh kếp hành là chiếc bánh kếp hành từ từ được xé ra, thêm phô mai và trứng, mùi thơm từ hành và vị bùi của bột.
- Mì hàu: Loại mì gạo sợi nhỏ được chan nước dùng đậm đà, thêm hàu và chút rau thơm tạo ra hương vị.
- Tàu hũ thối: Đậu phụ được để lên men, sau đó rán giòn, thêm nước sốt cay ngọt. Nhiều người cho rằng đậu có mùi càng nặng thì càng ngon.